# Settimana della lingua italiana nel mondo

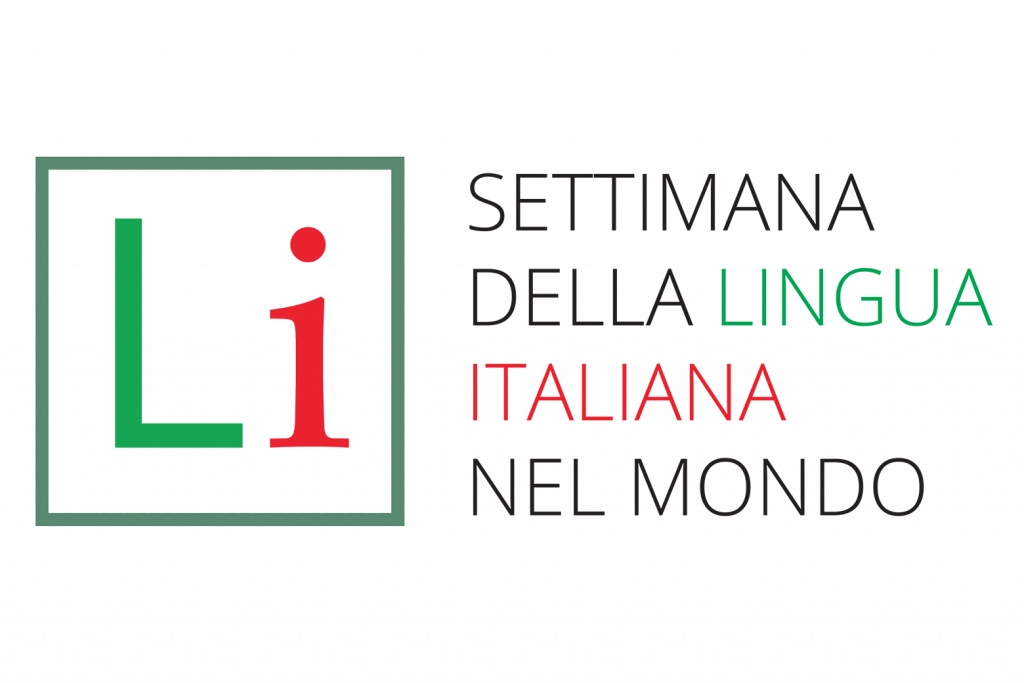
Il logo della settimana della lingua italiana nel mondo

La settimana della lingua italiana nel mondo è un evento culturale internazionale che si svolge ogni anno nel mese di ottobre, su iniziativa dell'Accademia della Crusca in cooperazione con la direzione generale per la promozione e la cooperazione culturale del Ministero degli affari esteri e della cooperazione internazionale.
La manifestazione nasce nel 2001 per volere dell'allora presidente dell'Accademia della Crusca Francesco Sabatini, con lo scopo di promuovere la lingua italiana, nelle sue varie sfaccettature, in tutto il mondo: ogni edizione è consacrata ad un tema specifico concernente l'ambito d'uso della lingua italiana.
L'organizzazione della settimana della lingua italiana nel mondo – sotto l'alto patronato del Presidente della Repubblica Italiana – coinvolge enti e soggetti plurimi, tra i quali: associazioni di italiani all'estero, cattedre di italianistica e romanistica delle università, comitati della Società Dante Alighieri, consolati italiani e istituti italiani di cultura all'estero.

## Edizioni
- Prima settimana (15-20 ottobre 2001) – La lingua italiana nel tempo, da dove viene e dove va
- Seconda settimana (14-19 ottobre 2002) – L'italiano e le arti della parola
- Terza settimana (20-25 ottobre 2003) – vari temi:
  - In ambito europeo, Il contributo della cultura e della lingua italiana al consolidamento dell'identità nazionale e, nel contempo, alla formazione della cultura europea
  - Nei paesi extra-europei con forte presenza di immigrazione italiana, La letteratura e il giornalismo delle comunità italiane all'estero.
  - Nel resto del mondo, Il giornalismo italiano nel mondo, attraverso gli articoli di corrispondenti e inviati speciali sulla cultura e la società locali.
- Quarta settimana (18-23 ottobre 2004) – L'italiano come lingua di poesia
- Quinta settimana (23-29 ottobre 2005) – La lingua italiana tra narrativa e cinema dagli anni Settanta ad oggi
- Sesta settimana (23-29 ottobre 2006) – Il cibo e le feste nella lingua e cultura italiana
- Settima settimana (22-28 ottobre 2007) – La lingua italiana e il mare
- Ottava settimana (20-26 ottobre 2008) – L'italiano in piazza
- Nona settimana (19-25 ottobre 2009) – L'italiano tra arte, scienza e tecnologia
- Decima settimana (18-24 ottobre 2010) – Una lingua per amica: l'italiano nostro e degli altri
- Undicesima settimana (17-21 ottobre 2011) – Buon compleanno Italia
- Dodicesima settimana (15-21 ottobre 2012) – L'Italia dei territori e l'Italia del futuro
- Tredicesima settimana (14-20 ottobre 2013) – Ricerca, scoperta, innovazione: l'Italia dei saperi
- Quattordicesima settimana (20-25 ottobre 2014) – Scrivere la nuova Europa: editoria italiana, autori e lettori nell'era digitale
- Quindicesima settimana (19-24 ottobre 2015) – L'italiano nella musica, la musica dell'italiano
- Sedicesima settimana (17-23 ottobre 2016) – L'italiano e la creatività: marchi e costumi, moda e design
- Diciassettesima settimana (16-22 ottobre 2017) – L'italiano al cinema, l'italiano nel cinema
- Diciottesima settimana (15-21 ottobre 2018) – L'italiano e la rete, le reti per l'italiano[1]
- Diciannovesima settimana (21-27 ottobre 2019) – L'italiano sul palcoscenico[2]
- Ventesima settimana (19-25 ottobre 2020) – L'italiano tra parola e immagine: graffiti, illustrazioni, fumetti
- Ventunesima settimana (18-23 ottobre 2021) – Dante, l'italiano[3]
- Ventiduesima settimana (17-23 ottobre 2022) – L'Italiano e i giovani
- Ventitreesima settimana (16-22 ottobre 2023) – L'Italiano e la sostenibilità
- Ventiquattresima settimana (14-20 ottobre 2024) – L'italiano e il libro: il mondo fra le righe[4]